# Saison 4 de Channel Zero
Chronologie
Butcher's Block
Cet article présente les six épisodes de la quatrième saison de la série Channel Zero : The Dream Door.

## Synopsis
Cette saison tournera sur les personnages de Tom & Jillian Hodgson, un couple marié qui après avoir découvert une étrange porte dans leur sous-sol verront leurs secrets de mariage menacer leur relation et leur propre vie.

## Distribution

### Acteurs principaux
- Steven Robertson : Ian[1]
- Brandon Scott : Tom Hodgson[1]
- Maria Sten : Jillian Hope Hodgson[1]
- Steven Weber : Abel Carnacki[1]
- Barbara Crampton : Vanessa Moss

### Acteurs récurrents
- Gregg Henry : Bill Hope

## Production
Le tournage a officiellement débuté fin avril 2018 au Manitoba, Canada et devrait se terminer fin juin 2018.
Elle fera ses débuts fin 2018 sur Syfy.

## Liste des épisodes

### Épisode 1:La Porte des secrets
- France : 23 octobre 2018 sur Syfy France (sur le service de replay)
- États-Unis : 26 octobre 2018 sur Syfy[2]

### Épisode 2:Le Gardien
- États-Unis : 27 octobre 2018 sur Syfy
- France : 30 octobre 2018 sur Syfy France

### Épisode 3:Maux d'amour
- États-Unis : 28 octobre 2018 sur Syfy
- France : 6 novembre 2018 sur Syfy France

### Épisode 4:Quand éclate la colère…
- États-Unis : 29 octobre 2018 sur Syfy
- France : 6 novembre 2018 sur Syfy France

### Épisode 5:Tu m'appartiens
- États-Unis : 30 octobre 2018 sur Syfy
- France : 13 novembre 2018 sur Syfy France

### Épisode 6:Nous deux
- États-Unis : 31 octobre 2018 sur Syfy
- France : 13 novembre 2018 sur Syfy France